# 林ヶ谷昭太郎
林ヶ谷 昭太郎（はやしがたに しょうたろう、1938年5月5日 - 2017年2月26日 ）は、日本出身の民族学者。カリフォルニア州立大学サクラメント校名誉教授。

## 来歴
福井県小浜市に生まれる。関西大学法学部第2部を卒業。語学学習に通っていた大阪YMCA所長の勧めで「日米文化の考えの違い」という論文を執筆してロックフェラー財団の懸賞に応募したところ、優等賞となり、奨学金を得て1963年8月に船で渡米した。カリフォルニア大学バークレー校国際学部を卒業する。元は国際弁護士志望だったが、奨学金が半年分しかなく、バークレー校東洋語専攻の日本人教授の助手となったことで民族学に進むこととなった。1969年、34歳でカリフォルニア大学サクラメント校の民族研究センター（Ethnic Studies Center）を設立して、教授となる。この設立は、ケネディ大統領暗殺事件やロバート・ケネディ暗殺事件、マーティン・ルーサー・キング・ジュニア暗殺事件に衝撃を受け、「民族間の歴史や思想をより深く学ぶ』目的があった。同じ年には、日本語コースも立ち上げた。また、ポート・オブ・サクラメント日本語補習校の設立にも関与し、校長を務めた。
のちに瑞宝中綬章を受章。2013年のインタビューでは、数年に一度しか日本には戻っていないと述べていた。
2017年2月26日に死去。

## 著書
- 『日本の新聞報道』池田書店、1990年11月
- 『日米の懸け橋』八千代出版、2007年7月